# UBA UBA
「UBA UBA」（ウバウバ）は、OWVのデビューシングル。2020年9月30日にユニバーサルシグマから発売された。

## 解説
2020年6月3日にGYAO!で配信された「OWVグループ結成記念生配信特番」の中でユニバーサルシグマからのメジャーデビューが発表され、7月2日にタイトル及び概要が発表された。

グループ名「OWV」の由来である、“Our only Way to get Victory ～勝利を掴む僕たちだけの道～ 誰にも真似することのできない唯一無二のグループとなり、この世界で勝利を掴む”という強い想いが歌われた楽曲となっている。

MV監督は須永秀明。今までの固定概念を破壊して新しい価値観を創造していくという「破壊と創造」をコンセプトとしたものになっている。
また、表題曲の振り付けはs**t kingzのkazukiが担当し、サビの特徴的な“ウバウバダンス”は「上を目指していく」という想いが込められた。カップリングの「So Picky」はメンバーの本田康祐が、「BE ON TOP」は佐野文哉が振り付けを手掛けている。

## 収録曲
全形態共通
1. UBA UBA(3:36)
作詞：GASHIMA from WHITE JAM/ 作曲：Kyler Niko, Geek Boy Al Swettenham, Mr Kamera/ 編曲：Geek Boy Al Swettenham, Mr Kamera
2. So Picky (3:40)
作詞：HIROMI/ 作曲：Didrik Thott, Daniel Kim, Sebastian Thott/ 編曲：Sebastian Thott
3. BE ON TOP(3:54)
作詞：IE-MON/ 作曲：STEVEN LEE, IE-MON, DX ISHII/ 編曲：DX ISHII

### 形態
- 通常盤-CDのみ[9]
- 初回盤-CD+DVD(MV、メイキングビデオ)[10]
- FC限定盤-CD+DVD(MV、メイキングビデオ)+フォトブック[11]